# John Tardy
John Tardy (født 15. marts 1968) er en amerikansk musiker, bedst kendt for sin position som vokalist i det amerikanske dødsmetal-band Obituary, som han dannede sammen med sin bror Donald Tardy i 1984 under navnet Executioner. Tardy er kendt for sin unikke growlede vokalstil, der er blevet et af Obituarys varemærker. I sin sangskrivning bruger han ofte ikke engang ord, men bare lyde som skal tilpasse sig musikken. "(...) han pludrede og skreg bare, som den skøre gut ingen vil sidde ved siden af i bussen," udtalte anmelderen Phil Freeman fra All Music Guide om Tardys sangskrivning og vokalstil. I dag indspiller Obituary i deres eget studie, de byggede hjemme hos ham, og døbte det RedNeck Studios. I 2008 dannede han sammen med sin bror dødsmetal-bandet Tardy Brothers.

## Diskografi
Dette viser kun en oversigt over studiealbums, derfor er eper, livealbums og videoer ikke inkluderet.

### Med Obituary
- 1989: Slowly We Rot
- 1990: Cause of Death
- 1992: The End Complete
- 1994: World Demise
- 1997: Back From the Dead
- 2005: Frozen in Time
- 2007: Xecutioner's Return
- 2009: Darkest Day

### Med Tardy Brothers
- 2009: Bloodline

## Fodnoter
1. ↑  All Music Guide: Frozen in Time
2. ↑  All Music Guide: Darkest Day
3. ↑  Interview med John Tardy